# Phaeoseptaceae
Phaeoseptaceae is een familie van de  Ascomyceten. Het typegeslacht is Phaeoseptum.

## Geslachten
De familie bevat de volgende geslachten:
- Arnoldiamonas
- Cephalomonas
- Chlamydoblepharis
- Coccomonas
- Dysmorphococcus
- Fortiella
- Gordejeviella
- Granulochloris
- Granuochloris
- Hemitoma
- Iyengariomonas
- Kleiniella
- Pedinopera
- Pedinoperopsis
- Phacotus
- Pteromonas
- Thoracomonas
- Tingitanella
- Troitskiella
- Wislouchiella